# Big Trouble
Big Trouble (Brasil: Grande Problema / Portugal: Grande Sarilho) é um filme de comédia policial americano lançado em 2002 baseado no livro Big Trouble do escritor Dave Barry. Foi dirigido por Barry Sonnenfeld e tem a participação de Tim Allen, Rene Russo, Dennis Farina, Zooey Deschanel, Sofia Vergara e Jason Lee. Como é característica dos livros de Dave Barry, o filme segue um grupo de pessoas atrás de uma série de eventos estranhos e engraçados em Miami.
Big Trouble estava originalmente programado para ser lançado em 21 de setembro de 2001 e teve um forte impulso publicitário. Os ataques de 11 de setembro daquele ano tornaram desagradável o contrabando cômico de um dispositivo nuclear para um avião. Conseqüentemente, o filme foi adiado até abril de 2002, e a campanha de promoção foi atenuada quase ao ponto do abandono. Big Trouble chegou silenciosamente aos cinemas americanos e saiu rapidamente depois, recebendo críticas mistas e sendo geralmente ignorado pelo público, tornando-se um fracasso nas bilheterias, arrecadando apenas US$8,493,890 em um orçamento de US$40 milhões de dólares.

## Sinopse
Eliot Arnold (Tim Allen) é um colunista do jornal Miami Herald que foi recentemente despedido e passa por problemas de relacionamento com seu filho Matt (Ben Foster), que pensa que ele é um fracassado. Ele vira um publicitário e sua vida começa a mudar quando conhece Anna Herk (Rene Russo), uma atraente mulher esposa de Arthur (Stanley Tucci) e mãe de Jenny (Zooey Deschanel), colega de escola de Matt. Anna e Eliot sentem-se atraídos um pelo outro, até que suas vidas são unidas a uma misteriosa mala trazida até Miami por dois contrabandistas russos e que pode conter uma bomba nuclear dentro. Eliot, Mat, Anna e Jenny se envolvem na trama quando dois criminosos, Snake (Tom Sizemore) e Eddie (Johnny Knoxville) roubam a mala dos contrabandistas russos, achando ser algo de grande valor, e pretendem fugir do país com ela sequestrando Jenny.

## Elenco
- Tim Allen como Eliot Arnold – Um homem divorciado, despedido de seu trabalho como jornalista no Miami Herald e agora dono de uma agência de publicidade. Seu filho Matt pensa que ele é um fracassado.
- Rene Russo como Anna Herk – Mãe devotada de Jenny e esposa de Arthur. Ela fica imediatamente atraída por Eliot quando o conhece.
- Stanley Tucci como Arthur Herk – Um homem rude, marido de Anna, marcado para morrer por roubar da empresa em que trabalha.
- Ben Foster como Matt Arnold – Filho de Eliot.
- Zooey Deschanel como Jenny Herk – Filha de Anna e colega de escola de Matt.
- Tom Sizemore e Johnny Knoxville como Snake Dupree e Eddie Leadbetter – Dois ex-detentos atrapalhados.
- Dennis Farina e Jack Kehler como Henry Desalvo e Leonard Ferroni – Dois assassinos profissionais contratados para matar Arthur Herk por desvio de fundos.
- Janeane Garofalo como Policial Monica Romero – Uma policial competente.
- Patrick Warburton como Policial Walter Kramitz – Um policial incompetente e parceiro de trabalho de Monica.
- Heavy D e Omar Epps como Agentes Especiais Pat Greer e Alan Seitz – Dois agentes do FBI determinados em recuperar a mala contrabandeada com uma bomba nuclear desaparecida.
- Jason Lee como Puggy – Um mendigo que ama o salgadinho Fritos e Nina.
- Sofía Vergara como Nina – Empregada doméstica na casa dos Herks. Ela se apaixona por Puggy, ao inicialmente confundi-lo com Jesus.
- Michael McShane como Bruce – O consumidor que constantemente menospreza as idéias de publicidade de Eliot para seus produtos. Ele sofre várias indignidades nas mãos de outros personagens durante o filme.
- DJ Qualls como Andrew Ryan – amigo de escola de Matt.
- Andy Richter como Jack Pendick – Um guarda de segurança com um problema com a bebida. Ele vê Matt apontando uma pistola d'água para Jenny e a persegue enquanto atira neles com a pistola. Richter também interpreta Rick, irmão gêmeo de Jack, um guarda de segurança igualmente incompetente no aeroporto. (No romance, os dois são irmãos, mas não gêmeos.)

## Recepção e controvérsia
Big Trouble era para ter sido laçado originalmente no dia 21 de setembro de 2001. Os Ataques de 11 de setembro de 2001 naquele ano trouxeram um incomodo aos produtores do filme, visto que em uma cena do filme aparece uma bomba dentro de um avião. Consequentemente o filme foi adiado para abril de 2002, tendo sua campanha publicitaria diminuída significantemente. Big Trouble estreou de forma quase imperceptível nos cinemas americanos, tendo análises opostas e sendo quase ignorado pelo público em geral, se tornando assim um fracasso de bilheteria. O filme teve uma bilheteria de apenas $3.545.204 em sua semana de estreia e uma arrecadação total de US$8,493,890 milhões de dólares nos Estados Unidos contra um orçamento de US$40 milhões de dólares.
Baseado em 112 análises no site Rotten Tomatoes, ele possui um saldo positivo de 48%, com a leitura de consenso "Com seu elenco amplo e ritmo frenético em quadrinhos, Big Trouble trabalha para hilaridade no estilo palhaçada, mas nunca ganha força".

## Diferenças entre filme e livro
- No livro, Matthew Arnold, assim como a policial Monica Ramirez, na verdade embarcam no avião para resgatar Jenny Herk. No filme, Monica Romero nunca embarca no avião.
- O final do livro foi drasticamente diferente, com Walter sendo algemado com Arthur, Henry e Leonard lutando contra uma píton de estimação que escapou no aeroporto, e um terceiro policial ajudando os agentes do FBI a encontrar a bomba.
- No filme, quando Arthur é esguichado com alucinógenos, ele acredita que seu cachorro é Martha Stewart (que realmente faz uma participação especial). No romance, é Elizabeth Dole.[3]